# Référendum liechtensteinois de 1981
 (août 2025).
Un référendum a lieu au Liechtenstein le 10 mai 1981.

## Contenu
Le référendum porte sur un amendement constitutionnel réformant le système électoral au Landtag de manière à introduire un système majoritaire.

## Contexte
Il s'agit d'une initiative populaire lancée par le Parti progressiste des citoyens qui procède à la collecte des 900 signatures nécessaires pour un projet d'ordre constitutionnel.
Le PPC avait déjà été à l'origine d'une initiative identique en 1975 après avoir perdu lors des Élections législatives liechtensteinoises de 1970 la majorité des sièges au Landtag qui lui permettait d'être à la tête de la coalition avec l'Union patriotique initiée 31 ans auparavant lors des Élections silencieuses de 1939.
Lors des Élections législatives liechtensteinoises de 1978, le PPC perd la majorité qu'il avait regagné entretemps, cette fois ci malgré avoir obtenu le plus de voix au niveau national, du fait de la séparation du pays en deux circonscriptions électorales.
Le projet d'amendement prévoit pour les 15 députés du landtag une élection au Scrutin uninominal majoritaire à un tour, dans 15 circonscriptions respectant le ratio 60:40 de 9 sièges pour le Haut Pays et 6 pour le Bas Pays.
Le seuil de 900 inscrits ayant été atteint, l'initiative constitutionnelle est envoyé devant le Landtag le 1er avril 1981 dans le cadre de l'article 64.2 de la constitution. Le parlement la rejette par 8 voix contre 7, entraînant sa mise en votation.

## Résultat
| Choix                           | Votes | %     |
| ------------------------------- | ----- | ----- |
| Pour                            | 2 127 | 47,12 |
| Contre                          | 2 387 | 52,88 |
| Votes blancs et invalides       | 103   | –     |
| Total                           | 4 617 | 100   |
| Inscrits/Participation          | 5 151 | 89,65 |
| Source: Démocratie Directe (de) |       |       |